# Маккейб, Джейк
Джейк Маккейб (англ. Jake McCabe; род. 12 октября 1993, О-Клэр) — американский хоккеист, защитник клуба «Торонто Мейпл Лифс» и сборной США по хоккею.

## Карьера

### Клубная
На студенческом уровне в течение трёх сезонов выступал за команду «Висконсин Баджерс», представляющую Висконсинский университет в Мадисоне. По итогам сезона 2013/14 вошёл в Большую команду игроков.
На драфте НХЛ 2012 года был выбран в 2-м раунде под общим 44-м номером клубом «Баффало Сейбрз». 2 апреля 2014 года он подписал с клубом трёхлетний контракт новичка. Проведя в команде первые два сезона, 30 июня 2016 года продлил с командой контракт на три года.
Ни разу не сыграв в плей-офф за 7 лет проведённых в составе «Баффало», 28 июля 2021 года как свободный агент подписал четырёхлетний контракт с «Чикаго Блэкхокс».
27 февраля 2023 года вошёл в сделку по обмену и был обменян в «Торонто Мейпл Лифс» .

### Международная
В составе юниорской сборной стал чемпионом мира на ЮЧМ-2011.
В составе молодёжной сборной стал чемпионом мира на МЧМ-2013. По итогам турнира он был включён в сборную всех звёзд.
Играл за сборную США на ЧМ-2014 и ЧМ-2016; на этих двух турнирах американцы остались без медалей.

## Статистика
| Легенда | Легенда                    | Легенда | Легенда                   | Легенда | Легенда    |
| ------- | -------------------------- | ------- | ------------------------- | ------- | ---------- |
| И       | Количество проведённых игр | Штр     | Штрафное время            | +/−     | Плюс-минус |
| Г       | Голы                       | П       | Голевые передачи          | О       | Очки       |
| -       | Статистика неизвестна      | —       | Статистика не учитывалась |         |            |